# Tremerje
Tremerje (pronuncia [ˈtɾeːmɛɾjɛ]) è un insediamento (naselje) di 75 abitanti, della municipalità di Celje nella regione della Savinjska in Slovenia.
L'area faceva tradizionalmente parte della regione storica della Stiria, ora invece è inglobata nella regione della Savinjska.
La chiesa è dedicata a Luca evangelista.